# Boom Beach
Boom Beach je mobilní hra, určená pro systémy Android nebo iOS, od společnosti Supercell. Hra byla vydána v roce 2014. Cílem hráče ve hře je vybudovat co největší základnu na vlastním ostrově a obsadit ostrovy ostatních hráčů nebo ostrovy vytvořené systémem hry. Hráč také musí ubránit svůj ostrov před útoky ostatních hráčů. 

## Materiál
Ve hře se nachází množství materiálů, které jsou nutné pro výstavbu nových budov a vylepšování vojenských jednotek.
- Zlato lze získat ražbou na svém ostrově. Používá se například na vycvičení nebo vylepšení jednotek nebo odstraňování stromů z ostrova.
- Dřevo se získává z pily nebo pokácením stromů na ostrově hráče. Je to začáteční materiál.
- Kámen se získává z kamenolomu a používá se na výstavbu a vylepšování budov.
- Železo se získává se ze železného dolu a používá se na vylepšování nebo výstavbu budov.

Všechny uvedené materiály lze také získat při úspěšném útoku na ostrov jiného hráče. Po útoku se zlato hráči jednorázově přičte a následně z dobytého ostrova průběžně získává příspěvek po dobu držení ostrova.

## Vojenské jednotky
Vojenské jednotky se používají k dobývání jiných ostrovů. Tyto jednotky mají různé funkce a použití:
- Rifleman: Jedná se o první vojenskou jednotku ve hře, která je vhodná pro ničení obranných staveb se zbraněmi s pomalejší frekvencí palby, např. boom kanóny. Mají střední dostřel, malý počet bodů zdraví, způsobují malé poškození, ale na vyloďovacích člunech jich lze přepravit velké množství.
- Heavy: Tato jednotka je vhodná pro obranu jednotek s nižším počtem bodů zdraví. Mají malý dostřel, způsobují malé poškození, na vyloďovacích člunech jich lze přepravit malé množství, ale mají  velký počet bodů zdraví
- Zooka: Tato jednotka má velký dostřel, způsobuje střední poškození, ale má malé množství bodů zdraví.
- Warrior: Tato jednotka pro boj s protivníkem používá kladivo. Po udeření soupeře se jednotce vrací část bodů zdraví. Způsobuje střední poškození, pohybuje se velice rychle a proto se rychle probíjí obranou.
- Tank: Tato jednotka má hodně bodů zdraví a velký dostřel, ale pomalý pohyb a nízkou rychlost střelby. Skupiny těchto jednotek jsou velmi nebezpečné, ale je možné je účinně likvidovat střelbou z kanónů a boom kanónů.